# Райтнер, Йоахим
Йоахи́м Ра́йтнер (нем. Joachim Reitner; род. 6 мая 1952, Гармиш-Партенкирхен, Бавария) — немецкий геолог и палеонтолог, один из ведущих специалистов по геобиологии.

## Биография
Родился в Баварии, городе Гармиш-Партенкирхен. Закончил Тюбингенский университет и в 1984 году получил степень доктора. С 1984 по 1988 проходил постдокторантуру в Свободном университете Берлина и там же назначен профессором в 1991 году. В 1994— году возглавил кафедру геобиологии Гёттингенского университета. В 1996 году Немецким научно-исследовательским обществом (DFG) Райтнеру была присуждена премия Лейбница в области палеонтологии. В 1998 году стал членом Академии наук Гёттингена.
В 2013—2018 годах являлся президентом немецкого Палеонтологического общества.
Один из главных редакторов серии книг «Лекции по наукам о Земле» (англ. «Lecture Notes in Earth Science», Springer), а так же соредактор в журнале «Фации» (англ. «Facies», Springer), помощник редактора журнала «Геомикробиология» (англ. «Geomicrobiology Journal», Taylor & Francis), редактор Палеонтологического журнала немецкого Палеонтологического общества (нем. «Paläontologische Zeitschrif», Springer).

## Научная деятельность
Исследования Йоахима Райтнера направлены на изучение взаимодействия организмов и их метаболических процессов с различными абиотическими факторами. По его мнению многие процессы невозможны в стандартных условиях и могут протекать только при участии живых организмов. Проявления этих процессов можно заметить в закономерностях биоминерализации, сигналах биогенных элементов в горных породах и во взаимодействии с биогеохимическими циклами.

## Награды
- Премия Лейбница (1996 г).

## Труды
- J. Reitner: Geobiologische Aspekte hadaischer, archaischer und proterozoischer Lebenswelten. In: Jahrbuch der Akademie der Wissenschaften zu Göttingen. 2008, S. 241–256.
- J. Reitner, G. Schumann, K. Pedersen: Fungi in subterranean environments. In: G. M. Gadd (Hrsg.): Fungi in Biogeochemical Cycles. Cambridge University Press, 2006, S. 378–403.
- J. Reitner: Calcifying extracellular mucus substances (EMS) of Madrepora oculata – a first geobiological approach. In: A. Freiwald, J. M. Roberts: Cold-water Corals and Ecosystems. Springer, Berlin 2005, S. 731–744.
- J. Reitner, G. Arp, V. Thiel, P. Gautret, U. Galling, W. Michaelis: Organic matter in Great Salt Lake Ooids (Utah, USA) -First approach to a formation via organic matrices. In: Facies. 36, Erlangen 1997, S. 210–219.